# Trakyt
Trakyt (Trachyt) (af græsk τραχύς, ru) var i ældre tid fællesnavn for alle lyse, yngre vulkanske bjergarter i modsætning til de mørke basalter. Navnet er indført af Hauy og hentyder til, at disse bjergarter i reglen er ru at føle på.
Efter nyere tids systematik har navnet trakyt langt mere indskrænket betydning og anvendes kun om sådanne neovulkanske bjergarter, der i kemisk sammensætning svarer til syenit, og som derfor ganske overvejende består af alkalifeldspat. Af underordnede bestanddele kan findes andre feldspatarter, biotit, hornblende, augit og andre, hvorefter man adskiller biotit-trakyt, hornblende-trakyt, augit-trakyt. Strukturen er ofte porfyrisk med strøkorn af glasagtig feldspat (sanidin). I grundmassen, som i reglen er lys grå eller rødlig, findes i nogle tilfælde foruden feldspat en glasagtig størkningsrest; når denne sidste er rigeligere til stede, kaldes bjergarten hyalotrakyt. Typiske forekomststeder er Siebengebirge ved Bonn, Monte Amiata i Toscana, Puy de Dôme i Auvergne (her en hvid, stærkt porøs varietet, som kaldes domit). Den yngste, i Europa frembrudte Trakyt-lavastrøm er Lava del Arso (1302) på Ischia, som er en mørkegrå augit-trakyt.